# UEFA Nations League 2024–25 (hạng đấu C)
Hạng đấu C UEFA Nations League 2024–25 (UEFA Nations League C 2024–25) là hạng đấu cao thứ ba của UEFA Nations League 2024–25, mùa giải thứ tư của giải đấu bóng đá quốc tế có sự tham gia của các đội tuyển quốc gia nam trong số 55 liên đoàn thành viên của UEFA.

## Thể thức
Hạng đấu C bao gồm 16 thành viên UEFA xếp hạng từ 33–48 trong danh sách tham dự UEFA Nations League 2024–25, được chia thành bốn bảng gồm bốn đội. Mỗi đội thi đấu sáu trận trong bảng của mình, sử dụng thể thức thi đấu vòng tròn sân nhà và sân khách vào tháng 9, 10 và 11 năm 2024. Đội nhất của mỗi bảng được thăng hạng lên hạng đấu B UEFA Nations League 2026–27. 2 đội xếp thấp nhất trong danh sách 4 đội xếp thứ 4 ở 4 bảng đấu sẽ xuống chơi tại hạng đấu D UEFA Nations League 2026–27, 2 đội xếp cao nhất trong danh sách 4 đội xếp thứ 4 ở 4 bảng đấu sẽ thi đấu play-off thăng hạng và xuống hạng.

## Các đội tuyển

### Thay đổi đội tuyển
Danh sách đội tuyển của Hạng đấu C có sự thay đổi so với mùa giải 2022–23:
| Xuống hạng từ Hạng đấu B Nations League | Thăng hạng từ Hạng đấu D Nations League |
| --------------------------------------- | --------------------------------------- |
| - Armenia - România - Thụy Điển         | - Estonia - Latvia                      |

| Thăng hạng lên Hạng đấu B Nations League    | Xuống hạng đến Hạng đấu D Nations League |
| ------------------------------------------- | ---------------------------------------- |
| - Gruzia - Hy Lạp - Kazakhstan - Thổ Nhĩ Kỳ | Gibraltar                                |

### Xếp hạt giống
Trong danh sách tham dự 2024–25, UEFA xếp hạng các đội dựa trên bảng xếp hạng tổng thể Nations League 2022–23. Các nhóm hạt giống cho giai đoạn đấu hạng đã được xác nhận vào ngày 2 tháng 12 năm 2023 và được dựa trên bảng xếp hạng danh sách tham dự.
| Đội        | Hạng |
| ---------- | ---- |
| România    | 33   |
| Thụy Điển  | 34   |
| Armenia    | 35   |
| Luxembourg | 36   |

| Đội            | Hạng |
| -------------- | ---- |
| Azerbaijan     | 37   |
| Kosovo         | 38   |
| Bulgaria       | 39   |
| Quần đảo Faroe | 40   |

| Đội           | Hạng |
| ------------- | ---- |
| Bắc Macedonia | 41   |
| Slovakia      | 42   |
| Bắc Ireland   | 43   |
| Síp           | 44   |

| Đội     | Hạng |
| ------- | ---- |
| Belarus | 45   |
| Litva   | 46   |
| Estonia | 47   |
| Latvia  | 48   |

1. ↑  Danh tính của đội tuyển không được biết trong thời gian bốc thăm.

Lễ bốc thăm chia bảng được tổ chức vào lúc 18:00 CET ngày 8 tháng 2 năm 2024. Vì lý do chính trị liên quan đến xung đột Nagorno-Karabakh, Armenia và Azerbaijan không được bốc vào chung bảng.

## Các bảng đấu
Lịch thi đấu được công bố vào ngày 9 tháng 2 năm 2024, một ngày sau lễ bốc thăm.
Thời gian là CET/CEST (UTC+2), theo liệt kê của UEFA (giờ địa phương, nếu có sự khác biệt, được hiển thị trong ngoặc đơn).

### Bảng 1
| VT | Đội            | ST | T | H | B | BT | BB | HS  | Đ  | Thăng hạng, giành quyền tham dự hoặc xuống hạng |  | Thụy Điển | Slovakia | Estonia | Azerbaijan |
| -- | -------------- | -- | - | - | - | -- | -- | --- | -- | ----------------------------------------------- |  | --------- | -------- | ------- | ---------- |
| 1  | Thụy Điển (P)  | 6  | 5 | 1 | 0 | 19 | 4  | +15 | 16 | Thăng hạng lên Hạng đấu B                       |  | —         | 2–1      | 3–0     | 6–0        |
| 2  | Slovakia       | 6  | 4 | 1 | 1 | 10 | 5  | +5  | 13 | Giành quyền tham dự vòng play-off thăng hạng    |  | 2–2       | —        | 1–0     | 2–0        |
| 3  | Estonia        | 6  | 1 | 1 | 4 | 3  | 9  | −6  | 4  |                                                 |  | 0–3       | 0–1      | —       | 3–1        |
| 4  | Azerbaijan (R) | 6  | 0 | 1 | 5 | 3  | 17 | −14 | 1  | Xuống hạng đến Hạng đấu D                       |  | 1–3       | 1–3      | 0–0     | —          |

| Azerbaijan     | 1–3      | Thụy Điển                              |
| -------------- | -------- | -------------------------------------- |
| - Dadashov 82' | Chi tiết | - Isak 65', 71' - Gyökeres 80' (ph.đ.) |

| Estonia | 0–1      | Slovakia     |
| ------- | -------- | ------------ |
|         | Chi tiết | - Suslov 70' |

| Slovakia                         | 2–0      | Azerbaijan |
| -------------------------------- | -------- | ---------- |
| - Duda 22' (ph.đ.) - Strelec 26' | Chi tiết |            |

| Thụy Điển                      | 3–0      | Estonia |
| ------------------------------ | -------- | ------- |
| - Gyökeres 30', 44' - Isak 40' | Chi tiết |         |

| Estonia                                       | 3–1      | Azerbaijan               |
| --------------------------------------------- | -------- | ------------------------ |
| - Yakovlev 32' - Sinyavskiy 45+2' - Shein 71' | Chi tiết | - Bayramov 45+1' (ph.đ.) |

| Slovakia           | 2–2      | Thụy Điển              |
| ------------------ | -------- | ---------------------- |
| - Strelec 44', 72' | Chi tiết | - Ayari 25' - Sema 32' |

| Azerbaijan     | 1–3      | Slovakia                                         |
| -------------- | -------- | ------------------------------------------------ |
| - Bayramov 38' | Chi tiết | - Mammadov 15' (l.n.) - Haraslín 75' - Ďuriš 86' |

| Estonia | 0–3      | Thụy Điển                        |
| ------- | -------- | -------------------------------- |
|         | Chi tiết | - Nanasi 29', 37' - Gyökeres 66' |

| Azerbaijan | 0–0      | Estonia |
| ---------- | -------- | ------- |
|            | Chi tiết |         |

| Thụy Điển                | 2–1      | Slovakia     |
| ------------------------ | -------- | ------------ |
| - Gyökeres 3' - Isak 48' | Chi tiết | - Hancko 19' |

| Slovakia      | 1–0      | Estonia |
| ------------- | -------- | ------- |
| - Strelec 72' | Chi tiết |         |

| Thụy Điển                                           | 6–0      | Azerbaijan |
| --------------------------------------------------- | -------- | ---------- |
| - Kulusevski 10', 57' - Gyökeres 26', 37', 58', 70' | Chi tiết |            |

### Bảng 2
| VT | Đội         | ST | T | H | B | BT | BB | HS  | Đ  | Thăng hạng, giành quyền tham dự hoặc xuống hạng |  | România | Kosovo | Cộng hòa Síp | Litva |
| -- | ----------- | -- | - | - | - | -- | -- | --- | -- | ----------------------------------------------- |  | ------- | ------ | ------------ | ----- |
| 1  | România (P) | 6  | 6 | 0 | 0 | 18 | 3  | +15 | 18 | Thăng hạng lên Hạng đấu B                       |  | —       | 3–0    | 4–1          | 3–1   |
| 2  | Kosovo      | 6  | 4 | 0 | 2 | 10 | 7  | +3  | 12 | Giành quyền tham dự vòng play-off thăng hạng    |  | 0–3     | —      | 3–0          | 1–0   |
| 3  | Síp         | 6  | 2 | 0 | 4 | 4  | 15 | −11 | 6  |                                                 |  | 0–3     | 0–4    | —            | 2–1   |
| 4  | Litva (R)   | 6  | 0 | 0 | 6 | 4  | 11 | −7  | 0  | Xuống hạng đến Hạng đấu D                       |  | 1–2     | 1–2    | 0–1          | —     |

1. ↑  Trận đấu giữa România và Kosovo đã bị tạm dừng khi tỷ số là 0–0 ở những phút bù giờ hiệp hai, sau khi các cổ động viên của România bị cáo buộc đã có những khẩu hiệu ủng hộ Serbia và chống lại Kosovo. Các cầu thủ của Kosovo đã rời sân, trận đấu sau đó cũng đã bị hủy.[14] UEFA sau đó đã xử România thắng 3–0 do các cầu thủ Kosovo tự ý bỏ trận đấu.[15]

| Kosovo | 0–3      | România                                    |
| ------ | -------- | ------------------------------------------ |
|        | Chi tiết | - Man 40' - Marin 51' (ph.đ.) - Drăguș 82' |

| Litva | 0–1      | Síp          |
| ----- | -------- | ------------ |
|       | Chi tiết | - Pittas 34' |

| Síp | 0–4      | Kosovo                                                    |
| --- | -------- | --------------------------------------------------------- |
|     | Chi tiết | - Muriqi 9' (ph.đ.), 21' - Al. Rrahmani 48' - Dellova 55' |

| România                                          | 3–1      | Litva       |
| ------------------------------------------------ | -------- | ----------- |
| - Mihăilă 4' - Marin 87' (ph.đ.) - Mitriță 90+2' | Chi tiết | - Kučys 34' |

| Litva            | 1–2      | Kosovo                           |
| ---------------- | -------- | -------------------------------- |
| - Golubickas 84' | Chi tiết | - Zhegrova 20' - E. Krasniqi 65' |

| Síp | 0–3      | România                                         |
| --- | -------- | ----------------------------------------------- |
|     | Chi tiết | - Man 16' - R. Marin 25' (ph.đ.) - Drăgușin 36' |

| Kosovo                                     | 3–0      | Síp |
| ------------------------------------------ | -------- | --- |
| - Rrahmani 30' - Krasniqi 52' - Sahiti 70' | Chi tiết |     |

| Litva              | 1–2      | România                             |
| ------------------ | -------- | ----------------------------------- |
| - Kučys 7' (ph.đ.) | Chi tiết | - R. Marin 18' (ph.đ.) - Drăguș 65' |

| Síp                          | 2–1      | Litva          |
| ---------------------------- | -------- | -------------- |
| - Kastanos 18' - Tzionis 63' | Chi tiết | - Gineitis 47' |

| România | 3–0 Xử thắng | Kosovo |
| ------- | ------------ | ------ |
|         | Chi tiết     |        |

| Kosovo       | 1–0      | Litva |
| ------------ | -------- | ----- |
| - Jashari 5' | Chi tiết |       |

| România                                       | 4–1      | Síp          |
| --------------------------------------------- | -------- | ------------ |
| - Bîrligea 2' - R. Marin 41', 80' - Coman 83' | Chi tiết | - Pittas 52' |

### Bảng 3
| VT | Đội             | ST | T | H | B | BT | BB | HS | Đ  | Thăng hạng, giành quyền tham dự hoặc xuống hạng |  | Bắc Ireland | Bulgaria | Belarus | Luxembourg |
| -- | --------------- | -- | - | - | - | -- | -- | -- | -- | ----------------------------------------------- |  | ----------- | -------- | ------- | ---------- |
| 1  | Bắc Ireland (P) | 6  | 3 | 2 | 1 | 11 | 3  | +8 | 11 | Thăng hạng lên Hạng đấu B                       |  | —           | 5–0      | 2–0     | 2–0        |
| 2  | Bulgaria        | 6  | 2 | 3 | 1 | 3  | 6  | −3 | 9  | Giành quyền tham dự vòng play-off thăng hạng    |  | 1–0         | —        | 1–1     | 0–0        |
| 3  | Belarus         | 6  | 1 | 4 | 1 | 3  | 4  | −1 | 7  |                                                 |  | 0–0         | 0–0      | —       | 1–1        |
| 4  | Luxembourg      | 6  | 0 | 3 | 3 | 3  | 7  | −4 | 3  | Giành quyền tham dự vòng play-off xuống hạng    |  | 2–2         | 0–1      | 0–1     | —          |

| Belarus | 0–0      | Bulgaria |
| ------- | -------- | -------- |
|         | Chi tiết |          |

| Bắc Ireland                | 2–0      | Luxembourg |
| -------------------------- | -------- | ---------- |
| - McNair 11' - Ballard 16' | Chi tiết |            |

| Luxembourg | 0–1      | Belarus     |
| ---------- | -------- | ----------- |
|            | Chi tiết | Gromyko 76' |

| Bulgaria     | 1–0      | Bắc Ireland |
| ------------ | -------- | ----------- |
| Despodov 40' | Chi tiết |             |

| Bulgaria | 0–0      | Luxembourg |
| -------- | -------- | ---------- |
|          | Chi tiết |            |

| Belarus | 0–0      | Bắc Ireland |
| ------- | -------- | ----------- |
|         | Chi tiết |             |

| Belarus          | 1–1      | Luxembourg              |
| ---------------- | -------- | ----------------------- |
| - Politevich 54' | Chi tiết | - Rodrigues 78' (ph.đ.) |

| Bắc Ireland                                             | 5–0      | Bulgaria |
| ------------------------------------------------------- | -------- | -------- |
| - Price 15', 29', 81' - Mitov 32' (l.n.) - Magennis 89' | Chi tiết |          |

| Luxembourg | 0–1      | Bulgaria    |
| ---------- | -------- | ----------- |
|            | Chi tiết | - Kraev 23' |

| Bắc Ireland                            | 2–0      | Belarus |
| -------------------------------------- | -------- | ------- |
| - Ballard 50' - D. Charles 63' (ph.đ.) | Chi tiết |         |

| Bulgaria        | 1–1      | Belarus        |
| --------------- | -------- | -------------- |
| - Panayotov 12' | Chi tiết | - Kavalyow 70' |

| Luxembourg                  | 2–2      | Bắc Ireland               |
| --------------------------- | -------- | ------------------------- |
| - Korać 72' - Rodrigues 75' | Chi tiết | - Price 19' - Bradley 50' |

### Bảng 4
| VT | Đội               | ST | T | H | B | BT | BB | HS | Đ  | Thăng hạng, giành quyền tham dự hoặc xuống hạng |  | Bắc Macedonia | Armenia | Quần đảo Faroe | Latvia |
| -- | ----------------- | -- | - | - | - | -- | -- | -- | -- | ----------------------------------------------- |  | ------------- | ------- | -------------- | ------ |
| 1  | Bắc Macedonia (P) | 6  | 5 | 1 | 0 | 10 | 1  | +9 | 16 | Thăng hạng lên Hạng đấu B                       |  | —             | 2–0     | 1–0            | 1–0    |
| 2  | Armenia           | 6  | 2 | 1 | 3 | 8  | 9  | −1 | 7  | Giành quyền tham dự vòng play-off thăng hạng    |  | 0–2           | —       | 0–1            | 4–1    |
| 3  | Quần đảo Faroe    | 6  | 1 | 3 | 2 | 5  | 6  | −1 | 6  |                                                 |  | 1–1           | 2–3     | —              | 1–1    |
| 4  | Latvia            | 6  | 1 | 1 | 4 | 4  | 11 | −7 | 4  | Giành quyền tham dự vòng play-off xuống hạng    |  | 0–3           | 1–2     | 1–0            | —      |

| Quần đảo Faroe        | 1–1      | Bắc Macedonia        |
| --------------------- | -------- | -------------------- |
| - Davidsen 9' (ph.đ.) | Chi tiết | - Bardhi 49' (ph.đ.) |

| Armenia                                                              | 4–1      | Latvia                 |
| -------------------------------------------------------------------- | -------- | ---------------------- |
| - Bichakhchyan 6' - Dubra 35' (l.n.) - Zelarayán 48' - Spertsyan 86' | Chi tiết | - Arutyunyan 9' (l.n.) |

| Latvia           | 1–0      | Quần đảo Faroe |
| ---------------- | -------- | -------------- |
| - Varslavāns 64' | Chi tiết |                |

| Bắc Macedonia              | 2–0      | Armenia |
| -------------------------- | -------- | ------- |
| - Bardhi 70' - Miovski 78' | Chi tiết |         |

| Quần đảo Faroe                    | 2–2      | Armenia                           |
| --------------------------------- | -------- | --------------------------------- |
| - Benjaminsen 37' - Bjartalíð 85' | Chi tiết | - Zelarayán 44' - Manvelyan 90+3' |

| Latvia | 0–3      | Bắc Macedonia                             |
| ------ | -------- | ----------------------------------------- |
|        | Chi tiết | - Atanasov 35' - Qamili 70' - Elmas 90+3' |

| Armenia | 0–2      | Bắc Macedonia             |
| ------- | -------- | ------------------------- |
|         | Chi tiết | - Miovski 72' - Alimi 85' |

| Quần đảo Faroe | 1–1      | Latvia     |
| -------------- | -------- | ---------- |
| - Sørensen 40' | Chi tiết | - Šits 69' |

| Armenia | 0–1      | Quần đảo Faroe         |
| ------- | -------- | ---------------------- |
|         | Chi tiết | - Davidsen 33' (ph.đ.) |

| Bắc Macedonia   | 1–0      | Latvia |
| --------------- | -------- | ------ |
| - Serafimov 57' | Chi tiết |        |

| Latvia         | 1–2      | Armenia                        |
| -------------- | -------- | ------------------------------ |
| - Uldriķis 70' | Chi tiết | - Spertsyan 48' - Miranyan 74' |

| Bắc Macedonia | 1–0      | Quần đảo Faroe |
| ------------- | -------- | -------------- |
| - Miovski 62' | Chi tiết |                |

## Xếp hạng các đội xếp thứ 4
| VT | Bg | Đội            | ST | T | H | B | BT | BB | HS  | Đ | Giành quyền tham dự hoặc xuống hạng          |
| -- | -- | -------------- | -- | - | - | - | -- | -- | --- | - | -------------------------------------------- |
| 1  | C4 | Latvia         | 6  | 1 | 1 | 4 | 4  | 11 | −7  | 4 | Giành quyền tham dự vòng play-off xuống hạng |
| 2  | C3 | Luxembourg     | 6  | 0 | 3 | 3 | 3  | 7  | −4  | 3 | Giành quyền tham dự vòng play-off xuống hạng |
| 3  | C1 | Azerbaijan (R) | 6  | 0 | 1 | 5 | 3  | 17 | −14 | 1 | Xuống hạng đến Hạng đấu D                    |
| 4  | C2 | Litva (R)      | 6  | 0 | 0 | 6 | 4  | 11 | −7  | 0 | Xuống hạng đến Hạng đấu D                    |

## Bảng xếp hạng tổng thể
16 đội thuộc Hạng đấu C được xếp hạng từ 33 đến 48 chung cuộc ở UEFA Nations League 2024–25 theo các quy tắc sau:
- Các đội kết thúc ở vị trí thứ nhất các bảng được xếp hạng 33 đến 36 theo kết quả của giai đoạn đấu hạng.
- Các đội kết thúc ở vị trí thứ nhì các bảng được xếp hạng 37 đến 40 theo kết quả của giai đoạn đấu hạng.
- Các đội kết thúc ở vị trí thứ ba các bảng được xếp hạng 41 đến 44 theo kết quả của giai đoạn đấu hạng.
- Các đội kết thúc ở vị trí thứ tư các bảng được xếp hạng 45 đến 48 theo kết quả của giai đoạn đấu hạng.

| Hạng | Bg | Đội            | ST | T | H | B | BT | BB | HS  | Đ  |
| ---- | -- | -------------- | -- | - | - | - | -- | -- | --- | -- |
| 33   | C1 | Thụy Điển      | 6  | 5 | 1 | 0 | 19 | 4  | +15 | 16 |
| 34   | C4 | Bắc Macedonia  | 6  | 5 | 1 | 0 | 10 | 1  | +9  | 16 |
| 35   | C2 | România        | 5  | 5 | 0 | 0 | 15 | 3  | +12 | 15 |
| 36   | C3 | Bắc Ireland    | 6  | 3 | 2 | 1 | 11 | 3  | +8  | 11 |
|      |    |                |    |   |   |   |    |    |     |    |
| 37   | C1 | Slovakia       | 6  | 4 | 1 | 1 | 10 | 5  | +5  | 13 |
| 38   | C2 | Kosovo         | 5  | 4 | 0 | 1 | 10 | 4  | +6  | 12 |
| 39   | C3 | Bulgaria       | 6  | 2 | 3 | 1 | 3  | 6  | −3  | 9  |
| 40   | C4 | Armenia        | 6  | 2 | 1 | 3 | 8  | 9  | −1  | 7  |
|      |    |                |    |   |   |   |    |    |     |    |
| 41   | C3 | Belarus        | 6  | 1 | 4 | 1 | 3  | 4  | −1  | 7  |
| 42   | C4 | Quần đảo Faroe | 6  | 1 | 3 | 2 | 5  | 6  | −1  | 6  |
| 43   | C2 | Síp            | 6  | 2 | 0 | 4 | 4  | 15 | −11 | 6  |
| 44   | C1 | Estonia        | 6  | 1 | 1 | 4 | 3  | 9  | −6  | 4  |
|      |    |                |    |   |   |   |    |    |     |    |
| 45   | C4 | Latvia         | 6  | 1 | 1 | 4 | 4  | 11 | −7  | 4  |
| 46   | C3 | Luxembourg     | 6  | 0 | 3 | 3 | 3  | 7  | −4  | 3  |
| 47   | C1 | Azerbaijan     | 6  | 0 | 1 | 5 | 3  | 17 | −14 | 1  |
| 48   | C2 | Litva          | 6  | 0 | 0 | 6 | 4  | 11 | −7  | 0  |